# Leodoco
Nella mitologia greca,  Leodoco (o Leodico) era il nome di uno dei figli di Biante e di Però.

## Nella mitologia
Secondo Apollonio Rodio, quando Giasone, un eroe greco, chiamò a raccolta tutti gli uomini valorosi per unirsi a lui nella spedizione per la raccolta del vello d'oro Leodoco fu uno dei tanti che rispose all'appello, anche se durante il viaggio non si distinse per le sue imprese. 
Leodoco aveva due fratelli chiamati Talao e Areo.